# Куазь
Куа́зь (Квазь) — одно из верховных божеств в традиционных верованиях удмуртов, связанное с погодой и атмосферными явлениями. Персонаж сказок («Любимец Квазя» и др.). Являлся подателем дождя. По мнению Н. Г. Первухина, Куазь — это повелитель пространства между небом и землёй, то есть атмосферы и атмосферных явлений. Однако, это божество имело очень ограниченное распространение и функции его не до конца ясны.

## Этимология имени
По мнению В. Е. Владыкина, Куазь восходит к финно-угорскому периоду, ср.: манс. kwores «небо», Нуми-Куорез — мифологическое лицо, ведающее средним небом.
А. С. Бутолин и поддержавший его В. С. Чураков считают, что имя Куазь возникло вследствие слияния двух удмуртских слов — куа и азь. То есть, имя Куазь можно перевести как «находящийся перед молельным домом» (удм. куа «молельный дом» и азь «перед»). Вероятно, иносказательный эпитет Куазь возник еще в то время, когда у удмуртов существовала практика, впоследствии утраченная, установки идолов божеств около своих молельных домов куа.
В. В. Напольских отверг обе эти этимологии: первую — из-за фонетических трудностей, вторую — из-за того, что она слишком народно-этимологически и семантически натянута. Учитывая специфику божества (его малую распространённость и неясность функций), В. В. Напольских считает значение «природа, погода» для слова куазь первичным, а использование его в качестве теонима — вторичным.